# 虛擬抽獎

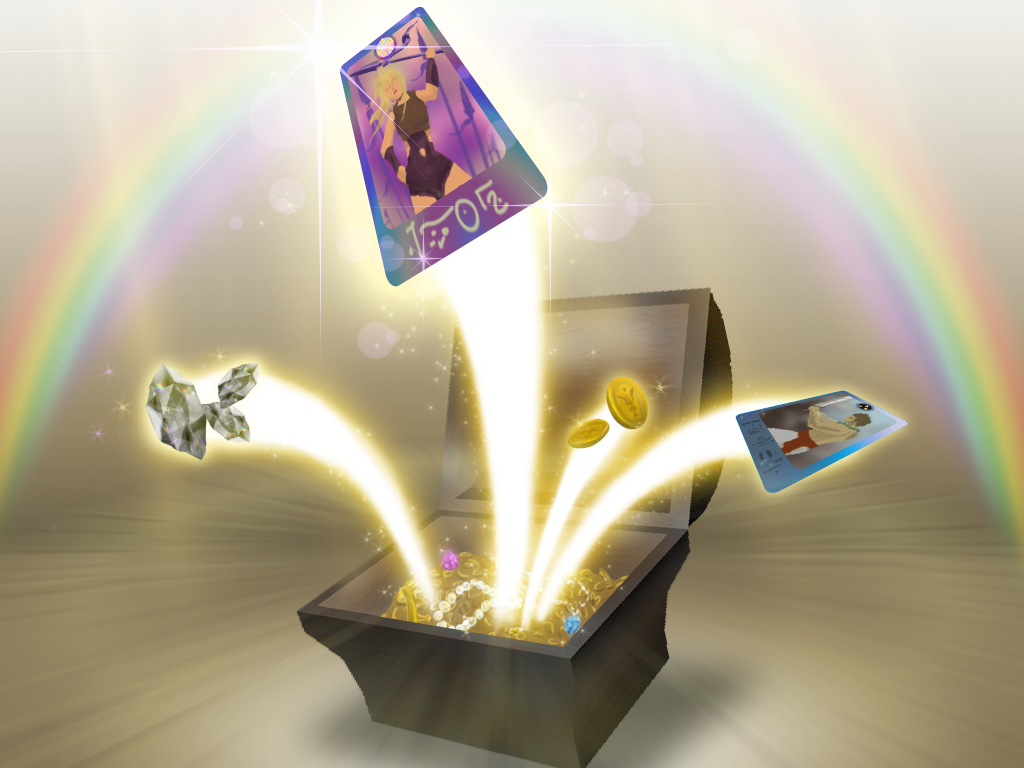
開啟虛擬抽獎箱的動畫效果設計得美輪美奐以增加玩家參與抽獎的意欲。一些游戏中玩家收集完所得獎品後遊戲會提供按鈕立即前往供應抽獎箱的商店。

虛擬抽獎或戰利品箱是電子遊戲的一種營商手段，屬於「微交易/內購/道具收费」的一種形式：玩家在遊戲界面內支付現金獲取隨機的虛擬遊戲物品或服務。虛擬抽獎發祥於免費遊戲，但很快因為其豐厚利潤而滲透到全額遊戲市場。按不同地區的法律定義，虛擬抽獎或會被視為賭博而受當地博彩條例監管。作為既得利益者，遊戲業界代表不認同虛擬抽獎符合法律上對賭博的定義，亦不相信虛擬抽獎會導致玩家賭博成癮。

## 名稱

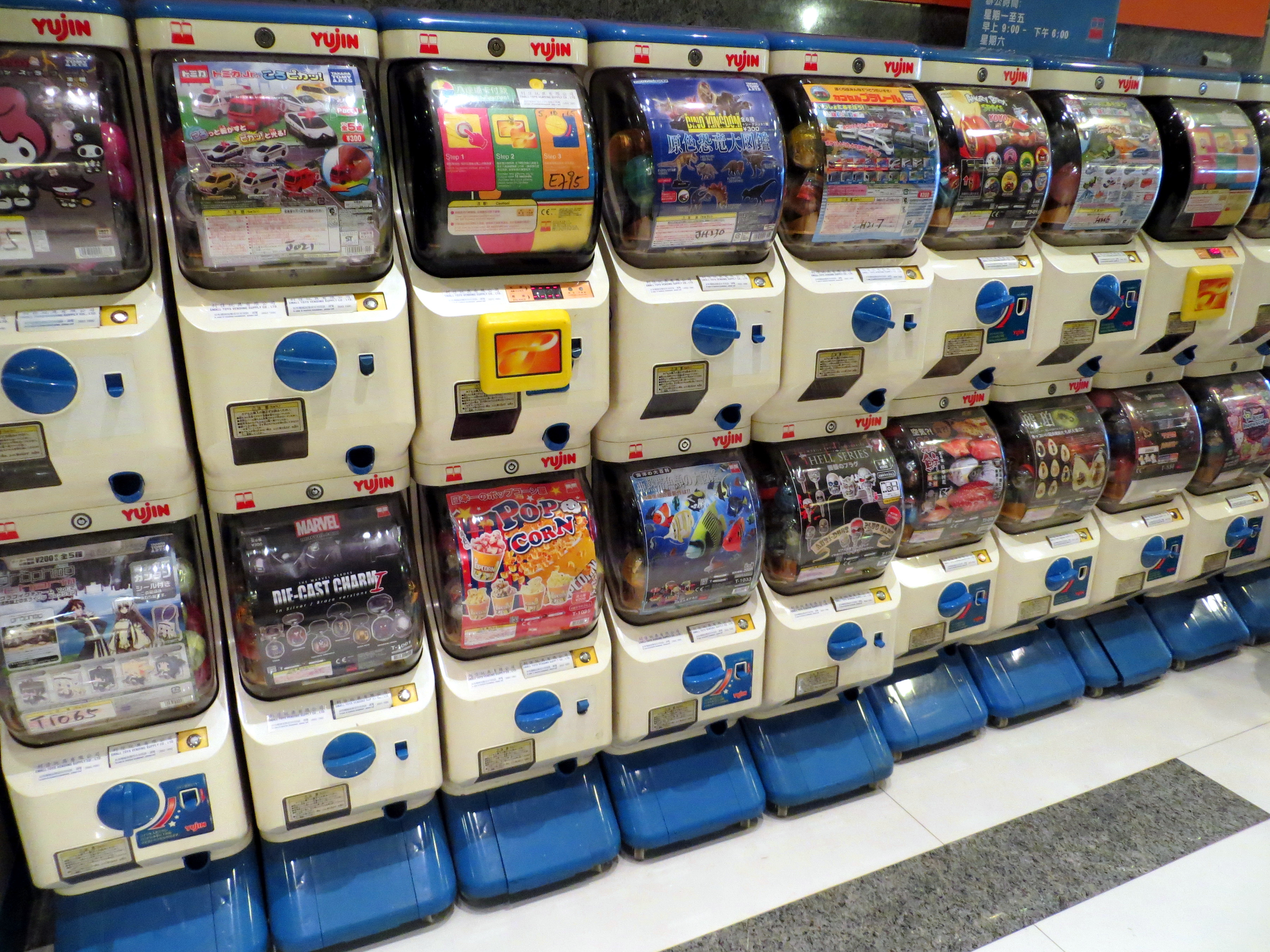
擺設在香港某商場的實體轉蛋機，客人付款後可以從機器中獲得隨機的玩具，電子遊戲的虛擬抽獎即是受此啟發而誕生。

根據日本線上遊戲協會的定義，虛擬抽獎在日本稱為「隨機型道具提供方式」（ランダム型アイテム提供方式），但更多是俗稱為「付費扭蛋」（有料ガチャ）。扭蛋指的是現實中的投幣轉蛋機，同樣地轉蛋的內餡可以是單一個完整產品或一個部件須要配合其他不同部件組合成一件成品，後者又專稱「套裝扭蛋」（コンプリートガチャ或省略為コンプガチャ）並已被日本政府取締，亦即是說顧客可能會抽得重覆而多餘的部件。英文名稱按不同遊戲的設定有許多變種但英文媒體統稱之為「loot box」（戰利品箱），「loot」即是指角色扮演遊戲中擊倒電腦敵人後留下的隨機「狩掠品/戰利品」。跨國遊戲企業藝電高層曾經在英國國會聽證會上將戰利品箱比喻為健達出奇蛋的「驚喜機制」（surprise mechanics），但這個舉動被視為只為轉移大眾的視線避免聯想起賭博。中文圈的玩家視遊戲的不同畫面表達方式而稱扭蛋機類型的為「轉蛋」，如果圖像是類似寶箱或貨櫃就會稱為「開箱」，道具顯示為卡牌形狀的則稱為「抽卡」。

## 概觀
虛擬抽獎通常指一個內含超過一種虛擬獎品的虛擬抽獎箱，玩家須要以現金或靠現金購買的專用代幣即時抽出獎品、購買抽獎箱隨時開啟或獲贈予抽獎箱後須要以現金購買一次性鑰匙將其解開。抽獎箱一般會網羅不同價值的獎品，而各獎品的獲取機率與其價值或稀有度成反比例。其中可以是更多的虛擬代幣、遊戲角色、能夠影響玩家遊戲表現的道具、不影響玩家表現的純外觀道具如裝束或完全改變角色造型的「皮膚」、合成組件/素材（單個存在時沒有合成另一件物品以外的用途）等，視個別遊戲的設計又有可能會避免或不避忌玩家抽出沒有重複擁有意義的非消耗性道具。
抽獎過程一般會伴隨著專用聲光特效，一些遊戲如果在限時特別節慶活動或玩家將會抽出最稀有獎品之時，抽獎動畫會替換成更華麗的版本。

## 批評

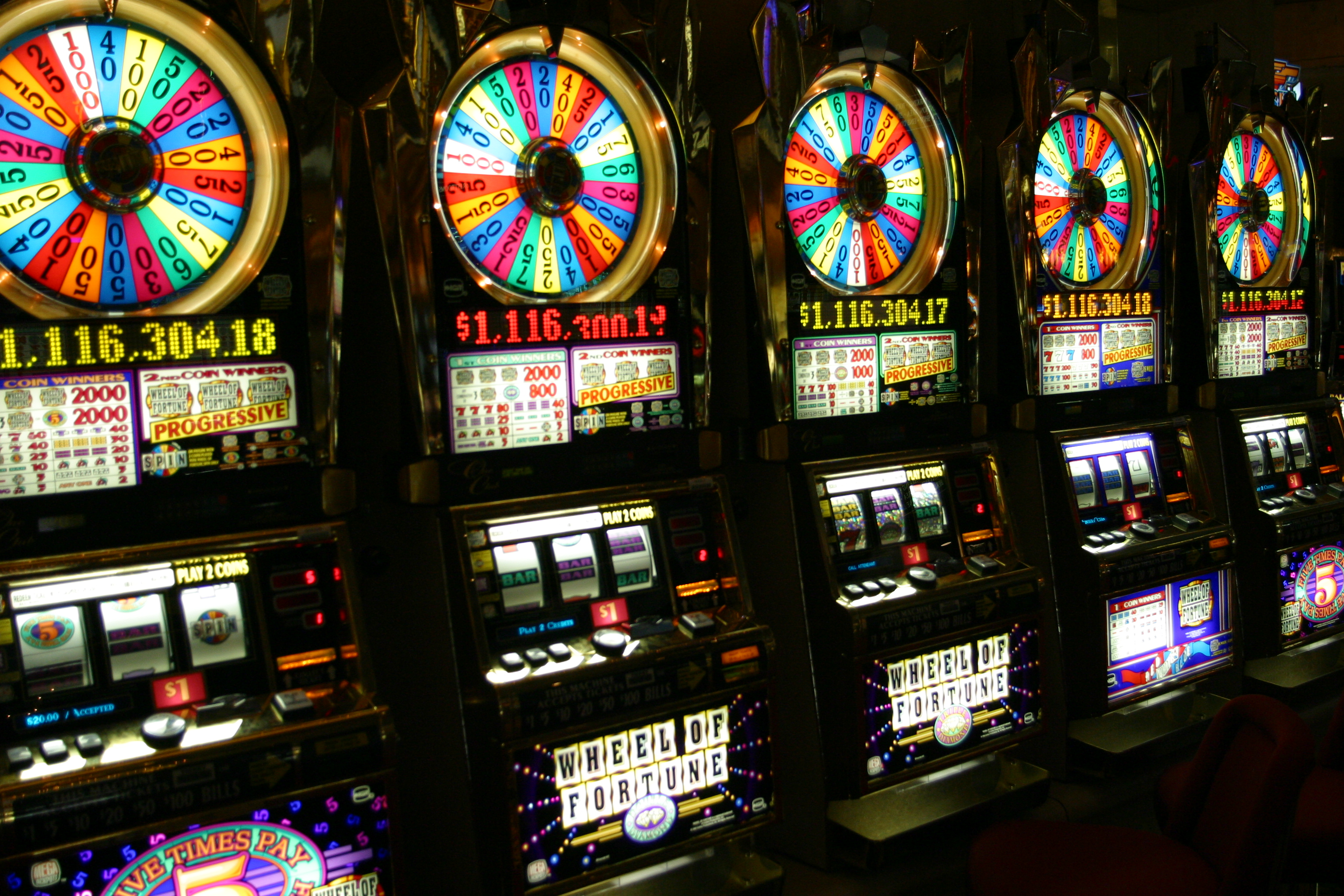
一家持牌賭場中的一排實體老虎機。電子遊戲的虛擬抽獎被輿論指是參照了傳統老虎機的設計，從而容易令玩家成癮付款繼續參與抽獎。

對於虛擬抽獎的批評包括遊戲的設計被大幅修改成威逼利誘玩家購買抽獎箱後才能令遊戲如以往沒有抽獎箱的遊戲般正常進行，例如過度地增加遊戲角色或虛擬物資升級所需的經驗值和時間，並且製造了沒有額外付款的玩家與購買了抽獎箱的玩家間的進度或能力懸殊，在真人對賽遊戲中俗稱為「花錢贏遊戲」（pay-to-win/P2W），特指無關玩家本身實力的勝負。與直接購買虛擬物品不同，因為抽得獎品純屬隨機而增加了玩家實際須要投資的金額以獲得心儀物品，這現象甚至會因為一些遊戲設計成獎品是屬於合成素材，而合成對象要求指定的素材及合成有機會失敗導致合成素材或合成服務費用損失而進一步降低玩家的投資效益。
學術界研究過主流遊戲的虛擬抽獎，發現近半數都以「變化比率增強」（variable ratio reinforcement）的模式運作，即是說遊戲會以變幻莫測的週期讓玩家從抽獎中贏得稀有獎品而墮入強制循環的慣性中，而不少抽獎都會加入對結果沒有影響的互動元素令玩家以為抽獎過程需要運用個人技巧，加上沉没成本心理作祟令在抽獎中輸掉越多金錢的玩家反而更加倍投入金錢以期望最終翻盤，這些都是傳統賭場的老虎機誘使賭客繼續下注的策略，因此有意見認為這是讓未成年人士親身體驗博彩的途徑而從小培養起賭癮，影響他們早期的心智健康，其中英國博彩委員會指斥虛擬抽獎的氾濫盛行是該國2018年沉迷賭博的未成年人士創新高的一個成因，2021年英國另一份獨立調查報告總結出「從結構層面和心理影響下虛擬抽獎類似賭博」。
有些遊戲廠商會在玩家第一次抽獎時系統調高本應是非常稀有的獎品的概率到近乎是必得的程度，但當玩家繼續進行遊戲而關卡的難度逐漸提升，再付費抽取通關所需的稀有獎品的機率亦會被同時調低，利用玩家初期抽獎幸運的假象令他們產生僥倖心態而無法自拔地付費抽獎，也有廠商調低已經有付費抽獎習慣的玩家的中獎機率，但在虛擬抽獎不被法律定義為博彩的地區，這種操控機率的行為也就不受政府監管，消費者的利益亦得不到保障。

## 歷史
虛擬抽獎的概念源於角色扮演遊戲玩家在戰鬥中擊倒電腦敵人後會獲得隨機的道具獎勵，獎品所得本來為玩家自己親身遊玩的成果，而將這個概念化作盈利，則見於2007年的免費遊戲特別是在線遊戲及手機遊戲，例如中國大陸開發的大型多人在線角色扮演遊戲《征途》，這個收費模式的興起是因為當時的大部分大陸玩家都無法負擔正版正價遊戲而選擇購買盜版，於是發行商放棄傳統販賣遊戲的模式，改而在免費遊戲中設置商城販賣虛擬商品，其中就提供抽獎箱以此來盈利，結果此抽獎系統大大成功，2007年上海征途网络科技有限公司的報稅資料顯示其每月淨收入就有1.2億人民幣。
日本的免費手機遊戲以轉蛋機形式提供虛擬抽獎亦開始盛行，其中最為成功的例子有2011年開始營運的《龍族拼圖》，此遊戲提供的套裝扭蛋為發行商帶來了10億美金收入，不過亦由於此風氣在同業間氾濫及其引致的社會問題令日本政府於2012年5月宣布套裝扭蛋違反了1977年（昭和52年）制定的獎品法，受此公告影響，依賴虛擬抽獎利潤的遊戲企業如GREE和DeNA股價都開始下滑，自此業界制定自律指引希望降低政府再出手干預的機會：最低1%的抽出機率及最高5萬日元的抽獎天井（補底），然而電子遊戲虛擬抽獎依然醜聞不斷，例如2015年12月免費手機/網頁遊戲《碧藍幻想》的營運商因為一限時提供角色的抽出機率過低及涉嫌宣傳虛假抽出機率而要對玩家道歉並退款賠償。2017年11月手機遊戲《龍珠爆裂激戰》被大量玩家懷疑營運商不當操作新角色的抽出機率亦以賠償點數收場。2021年6月29日，日本消費者廳對史克威尔艾尼克斯與谷米就其共同開發的《幻影战争：最终幻想勇气启示录》被指誤導消費者抽獎而發出命令，要求避免同類事件再度發生。
眼見微交易模式為免費遊戲帶來持續利潤，歐美發行商也跟著紛紛要求遊戲開發者在非免費遊戲中引入微交易，2016年暴雪娛樂開發的對賽遊戲《鬥陣特攻》是其中一個引入虛擬抽獎箱比較有名的付費遊戲，不過能抽出的獎品都不會直接左右比賽結果。歐美各大廠商在2017年發售的3A級遊戲如藝電的《星際大戰：戰場前線II》、華納兄弟互動娛樂的《中土世界：戰爭之影》、微軟工作室的《極限競速7》及動視的《使命召喚：二戰》和《命運2》都因為包含虛擬抽獎箱而備受玩家群和媒體猛烈批評。
其中《星際大戰：戰場前線II》成為了傳統全額遊戲玩家群對虛擬抽獎不滿的爆發點，對發行商藝電的公關人員在社交論壇Reddit回應設置虛擬抽獎的質問時予以破論壇記錄的負評。這次負評事件引起了電子遊戲界以外的媒體、教育界、政府和政客的關注。藝電為持分者的娛樂軟件協會（ESA）在接下來的一年間應對虛擬抽獎爭議時表示「購買虛擬抽獎箱與否是玩家的自由，它並不會影響不購買者的遊玩體驗」，但基於這些遊戲都會大幅延長玩家重複遊玩相同內容以誘使玩家購買虛擬抽獎箱來縮短這個過程，該論點並不獲遊戲評論員接納。而家長、教師、政府和政客主要關心虛擬抽獎是否有賭博成分，而這些遊戲的受眾為全年齡或至少是青少年，這樣就有機會讓玩家從小培養賭博習慣。

## 政府管制
在一些地區或國家如中華人民共和國、日本和澳洲，虛擬抽獎被視作賭博的一種形式而受到不同程度的法律約束，例如一刀切禁止付費抽獎而免費抽獎都受到一定程度限制、商家須要事先申領博彩牌照、標籤遊戲為成年人限定或公佈所有獎品抽得機率以避嫌等作法，其他地方如美國、英國和南韓等地雖然都有官員和學者呼籲修例監管虛擬抽獎，但暫時只能靠業界自律。

### 中華人民共和國
中華人民共和國文化部在2016年12月宣布要求所有網絡遊戲運營企業自2017年5月起公佈隨機虛擬道具和服務的獲得概率，自此法例執行起，公眾終於能夠得悉最極端的中獎機率可以低至0.1%。法例同時禁止以法定貨幣或虛擬貨幣銷售隨機道具或服務，有些遊戲如暴雪的《鬥陣特攻》就改以玩家購買非隨機道具時贈送冠以「禮物」為名目的免費抽獎箱以避免法律責任。中华人民共和国新闻出版总署从2019年11月起禁止电子游戏经营商向年龄低于8岁的儿童售卖任何虛擬抽獎机制，并限制其他未成年人每月最高消费200元至400元人民幣。

### 日本
自2011年《龍族拼圖》的套裝扭蛋盈利模式獲得巨大成功起，日本社會就有輿論認為其本質是博彩，因此2012年5月日本消費者廳提出套裝扭蛋，即是以多個指定的隨機道具組合成另一件道具，違反了1977年制定針對棒球交換卡片的「獎品表示法」（景品表示法），而這條法律亦適用於虛擬道具，因為電子遊戲中抽獎獲得的道具符合該法對「獎品」的定義。此公告發出的一個月內日本各主流提供虛擬抽獎的遊戲都已經移除了套裝扭蛋機制，但有些遊戲商依然找到法律漏洞規避。

### 南韓
2015年3月，大韓民國國會中由自由韓國黨帶頭提出修正案以強制遊戲商公佈虛擬抽獎提供的道具類型、合成成功率和獲得機率，修正案並沒有獲得通過，但產生了震懾效果令韓國遊戲業提出自律方案，然而國會議員並不買賬並繼續提出監管法規。2018年4月，南韓公平交易委員會就遊戲《突擊風暴》關於虛擬抽獎的不實陳述向發行商Nexon發出9億3900萬韓圓的罰單。

### 比利時和荷蘭
2017年11月15日就《星際大戰：戰場前線II》的虛擬抽獎激起了大量網民抗議，比利時和荷蘭政府的博彩委員會各自調查電子遊戲的虛擬抽獎是否觸犯了其防止未成年人士參與博彩條例，比利時司法部長承諾一旦判定博彩成分屬實就會立即向歐盟提請完全取締虛擬抽獎，儘管他承認過程將會非常耗時。
2018年4月比利時政府完成了針對《FIFA 18》、《鬥陣特攻》和《絕對武力：全球攻勢》這3款全額遊戲的調查報告，得出結論是這些遊戲的抽獎系統都觸犯了其博彩條例而要求相關廠商在限期前移除其抽獎功能，否則就要面臨刑事檢舉和80萬歐元罰款。自此更多遊戲廠商主動調整遊戲禁止比利時玩家使用其虛擬抽獎系統以避免法律責任，例如2K Games的《NBA 2K》系列、暴雪的《暴雪英霸》和ArenaNet的《激戰2》等，史克威尔艾尼克斯則將《莫比乌斯 最终幻想》和《王國之心 χ》等遊戲從比利時地區的軟件商店撤下。同時荷蘭政府也命令4款不具名的遊戲的廠商8周內修正虛擬抽獎系統，威爾烏表示收到當局指示而禁止了荷蘭區玩家使用《Dota 2》和《絕對武力：全球攻勢》的抽獎和道具交易系統，但在2018年7月恢復了道具交易平台。對虛擬抽獎的嚴格管制導致遊戲公司直接放棄在該兩國發行新遊戲，比較知名的有2022年被評論批評有嚴重花錢贏遊戲盈利設計的《暗黑破壞神：不朽》。
2022 年 7 月，一项学术研究指出，比利时并未执行对虚拟抽奖的禁令。100 款收入最高的iPhone游戏中有82款仍在通过虚拟抽奖营利.

### 美國
正值2017年末《星際大戰：戰場前線II》爭議高峰之時，美國夏威夷州代表克里斯·李承諾在該州立法取締虛擬抽獎並呼籲大眾向自己支持的政黨作出相同立法訴求以產生震懾作用令業界自律，否則就立法限制提供付費抽獎箱的遊戲只能供應給成年人。得到參議員瑪姬·哈桑響應於2018年2月將虛擬抽獎帶上參議院討論，同年11月聯邦貿易委員會正式展開了是否須要立法監管虛擬抽獎的調查。2019年5月，共和黨參議員約什·霍利聯同另外兩名民主黨參議員提出了《保護兒童遠離掠奪性遊戲法案》（Protecting Children from Abusive Games Act），針對兒童為受眾的遊戲不可以包含有操控情緒的手段讓玩家進行微交易，包括虛擬抽獎和花錢贏遊戲等設計，違法遊戲商會受到聯邦貿易委員會調查和處罰。

## 業界觀點與自律措施
在北美洲，由數多遊戲業巨頭組成的自律娛樂軟件協會（ESA）將虛擬抽獎等同為交換卡片遊戲的卡片擴展包而不被當作博彩行為，因此拒絕在娛樂軟件分級標籤（ESRB）上提示遊戲包含了虛擬抽獎。協會的理據是不像其他博彩活動中參與者有機會損失全盤賭注，玩家付款打開抽獎箱後總會獲得一些獎勵，不管其回報是否玩家樂見的。第二個觀點是，遊戲中抽得的虛擬獎品按遊戲的終端用戶許可協定（EULA）是不能兌換成現金的，即是說其虛擬獎品的所有權永遠只屬於遊戲營運方而非玩家並且在遊戲以外沒有任何價值，因此傳統的博彩法不應該被套用在虛擬抽獎上。協會又解釋虛擬抽獎從來都只是電子遊戲的其中一個元素，玩家有權選擇抽獎與否，她們亦會主動阻止有違許可協定的道具交易，以杜絕如皮膚賭博這種利用法律灰色地帶的虛擬物品交易。為了回應美國參議員瑪姬·哈桑在參議院討論虛擬抽獎會否令未成年玩家容易上癮，協會在2018年2月要求所有通過評核的電子遊戲明確標示遊戲包含了現金微交易功能，但由於實體遊戲包裝盒的印刷空間有限，協會不會強求將虛擬抽獎列為微交易的一環。哈桑認為協會踏出了重要的一步，但對協會始終不承認虛擬抽獎具有潛在成癮效果感到憂慮。
與ESA持份者有很多重疊的泛歐遊戲信息組織（PEGI）同樣地拒絕在遊戲分級標籤上提示虛擬抽獎，只有在遊戲被個別地區博彩法識別為含有賭博成分才會標註相關信息。
鑑於娛樂軟件協會在回應大眾和政府對於虛擬抽獎的關注時過於消極被動，國際遊戲開發者協會（IGDA）的主席在2018年末提出了業界亟需制定更能令大眾信服的自律守則：
- 不對未成年人士推銷虛擬抽獎；
- 清晰列出抽獎箱包含的所有獎品和所有獎品的獲取機率；
- 制定課程教育家長如何有效監管兒童有節制地遊玩電子遊戲[62]。

2017年12月21日蘋果公司被發現無聲色地修訂了iOS App Store的軟件審核指南3.1.1要求軟件供應商必須公佈抽獎箱所有獎品抽出概率，此舉被媒體視為平息大眾和政府對電子遊戲中虛擬抽獎缺乏自律的憂慮，谷歌則自2019年5月起同樣要求提交給Google Play的軟件公佈抽獎機率。2019年2月起遊戲評論聚合網站OpenCritic新增針對遊戲中虛擬抽獎的描述選項。
King和Delfabbro的文献向电子游戏经营商提出了24条“社会责任”自律措施从以防止或降低玩家在虛擬抽獎的过度消费。但是因为商业原因，电子游戏产业自我采纳自律措施的可能被受到质疑。
日本線上遊戲協會（JOGA），提出「オンラインゲーム安心安全宣言」。針對業界的相關行為進行規範。
例如，必須明示轉蛋的機率，機率若更動必須公告。轉蛋內容物價值不能低於轉蛋金額。稀有品的獲得率與期待價值，必須事先公告，且稀有物的機率最低1％，期望值不超過50000日圓。

## 民事訴訟
2020年2月，法國有玩家對藝電分別提出兩項集體訴訟指責其《FIFA》系列的「終極隊伍（Ultimate Team）」模式的虛擬抽獎等同於非法賭博，其中一名訴訟人指他在終極隊伍模式花了超過600歐元後都依然未能獲得任何高級別的球員，導致他在綫上比賽中無法比拼得過其他花更多錢的玩家。控詞又指該遊戲系列沒有任何家長監督工具以控制兒童無節制地在終極隊伍模式中花費，並因爲其令人上癮的遊戲設計構成鼓勵未成年賭博。

## 脚注
1. ↑  天井机制，也就是特定的一期抽奖池，如果抽奖消费额度达到一定上限的话，则可以直接获得兑换该期奖池的高级别奖品的一次机会，甚至限制在实施兑换前不允许继续抽奖消费的操作。